# Delias woodi
Delias woodi is een vlindersoort uit de familie van de Pieridae (witjes), onderfamilie Pierinae.
Delias woodi werd in 1928 beschreven door Talbot.